# Projekt 100 % Mensch
Das Projekt 100 % Mensch (Eigenschreibweise: Projekt 100% MENSCH) ist eine gemeinnützige Unternehmergesellschaft. Es setzt sich seit 2014 für komplette Gleichstellung und Akzeptanz der sexuellen Orientierungen und die Gleichberechtigung aller Geschlechter ein.
Zum Projekt 100 % Mensch gehört die im August 2013 gegründete Organisation Enough is Enough.

## Geschichte
Nachdem der CSD Dresden den Musikkabarettisten und Moderator Holger Edmaier im Herbst 2013 anfragte, ein Lied für den CSD 2014 zu schreiben, veröffentlichte dieser mit 31 Künstlern am 30. Mai 2014 das Lied 100 % MENSCH, welches die LGBT-Gemeinschaft eine mediale Präsenz geben sollte. Das Lied thematisierte die 2014 aktuellen Forderungen der queeren Community an die Bundespolitik. Da das Lied ein Erfolg war, gründete Edmaier am 10. Februar 2015 das Projekt 100 % Mensch. Drei Monate nach der Gründung produzierte das Projekt das Lied 77 (Love is Love), um auf die Strafverfolgung von Homosexualität in zu dem Zeitpunkt 77 Ländern aufmerksam zu machen.

### Kampagnen
In den folgenden Jahren folgten die Kampangenlieder Ich sage ja (2016 im Rahmen der Debatte zur gleichgeschlechtlichen Ehe und offizieller Kampagnesong der Initiative #ehefüralle), Wir sind eins (2017 im Zuge der Bundestagswahl, um sich gegen Rassismus und Queerfeindlichkeit zu stelle), Say Something (2019) als Lied zur Kampagne “Zeig sie an! – ein Leitfaden zur Anzeige von Hassgewalt”, Pride Ride (2021, eine Cover-Version des Klassikers Car Wash mit Forderungen der LGBT-Gemeinschaft) und NOT ALONE (2022 im Zuge des russischen Überfalls auf die Ukraine).
Seit 2017 betreibt das Projekt die Kunstausstellung WE ARE PART OF CULTURE.